# گرادفو
گرادفو (به بلغاری: Gradevo) روستایی در بلغارستان است که در استان بلاگووگراد واقع شده‌است.